# Eelco van Kleffens
Eelco Nicolaas van Kleffens (Heerenveen, 17 november 1894 – Almoçageme (Portugal), 17 juni 1983) was de Nederlandse minister van Buitenlandse Zaken in de periode van de Tweede Wereldoorlog.

## Biografie

### Jeugd en studietijd
Van Kleffens bracht zijn middelbareschooltijd door op het gymnasium te Groningen en daarna, tot 1913, op het Gymnasium Haganum in Den Haag. Van 1913 tot 1919 studeerde hij rechtsgeleerdheid aan de Rijksuniversiteit Leiden, waar hij in 1919 promoveerde. Een uur daarna promoveerde zijn jeugdvriend Rudolph Cleveringa, later hoogleraar te Leiden en verzetsstrijder tijdens de Tweede Wereldoorlog; de twee waren elkaars paranimfen. Tijdens zijn studententijd studeerde hij van 1917 tot 1918 nog een jaar economie aan de Nederlandsche Handels-Hoogeschool te Rotterdam (voorloper van de huidige Erasmus Universiteit). In het laatste studiejaar liep hij stage bij het Nederlandse consulaat-generaal in Londen.
Op 4 april 1935 trouwde hij met Margaret Helen Horstmann (1912-1993), een kleindochter van Otto Horstmann. Zij bleven kinderloos.

### Minister van Buitenlandse Zaken
In 1939 werd Van Kleffens minister van Buitenlandse Zaken in het kabinet-De Geer II. Van Kleffens zette de toenmalige Nederlandse neutraliteitspolitiek voort. Als partijloze minister kostte het hem vaak moeite om in de Tweede Kamer een meerderheid te krijgen voor zijn voorstellen.

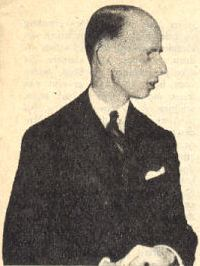
Eelco van Kleffens in 'De Wervelwind', september 1943

Op 10 mei 1940 ontving Van Kleffens een verklaring voor de Duitse aanval op Nederland van de Duitse gezant Julius Graf von Zech-Burkersroda. Hiermee was een einde gekomen aan de neutraliteit. Om steun te zoeken bij de geallieerden, vertrok Van Kleffens diezelfde ochtend met zijn vrouw en minister Charles Welter van Koloniën per watervliegtuig vanaf het strand van Scheveningen naar Londen. Het vliegtuig werd door de Duitsers beschoten, maar kon ontkomen. De rest van het kabinet zou later volgen.
Tijdens de periode van de Nederlandse regering in Londen bleef Van Kleffens zijn ministerspost vervullen. Door het einde van de neutraliteitspolitiek en door de Tweede Wereldoorlog had Van Kleffens veel meer werk gekregen. Zo werden diplomatieke betrekkingen met het Vaticaan en de Sovjet-Unie aangeknoopt. Tijdens het kabinet-Gerbrandy II werd dan ook een tweede minister van Buitenlandse Zaken naast Van Kleffens benoemd.
Met zijn diplomatieke kwaliteiten kon hij vaak bemiddelen in conflicten tussen koningin Wilhelmina en minister-president Pieter Gerbrandy.
In 1943 kwam hij met ideeën voor de oprichting van een Europese staat. In een radiotoespraak op 28 december 1943 pleitte hij voor het oprichten van een Atlantisch bondgenootschap, de latere NAVO. Ook heeft hij aan de wieg gestaan van de Benelux. Ofschoon Atlanticus, protesteerde Van Kleffens tijdens de oorlog wel tegen de buitenlandse politiek van de Verenigde Staten en het Verenigd Koninkrijk om kleine democratische staten, zoals de Baltische landen, over te laten aan de invloedssfeer van de Sovjet-Unie.
Van Kleffens schreef in juli 1944 een artikel in het Amerikaanse tijdschrift Foreign Affairs, waarin hij stelde dat Duitsland na de Tweede Wereldoorlog grondgebied moest afstaan aan Nederland voor alle aangerichte oorlogsschade inclusief de uitwijzing van de Duitse bewoners. Uiteindelijk betrof de annexatie in 1949 twee Duitse dorpen, Elten en Tudderen alsmede het westelijk deel van Suderwick (grenzend aan Dinxperlo), welke in 1963 weer aan Duitsland werden teruggegeven.

### Naoorlogse activiteiten
Van Kleffens gebruikte als eerste de term 'politionele actie' voor het grootschalige militair ingrijpen van de Nederlandse regering tegen de voor onafhankelijkheid strijdende Indonesiërs. Dit etiket moest het feit dat er een oorlog met tienduizenden slachtoffers gaande was verbloemen.
Op 26 juni 1945 tekende hij namens Nederland in San Francisco het Verdrag tot oprichting van de Verenigde Naties. In 1947 werd door Australië de kwestie Indonesië voor de Veiligheidsraad gebracht, op grond van artikel zeven van het Handvest van de Verenigde Naties. Van Kleffens verklaarde dat tijdens besprekingen diende te worden uitgemaakt in hoeverre dit Handvest van toepassing was op de situatie in Nederlands-Indië. De Russische vertegenwoordiger, Andrej Gromyko, eiste dat de Veiligheidsraad een Indonesische vertegenwoordiger zou uitnodigen, maar Van Kleffens verzette zich hiertegen en zei dat de Republiek slechts de facto erkend was en zeker nooit door een soevereine staat. Volgens Van Kleffens had de Republiek de mensenrechten zwaar geschonden: "Als men een constructieve daad had willen stellen dan hadden toch minstens de gijzelaars bevrijd kunnen worden. Tegen eind 1947 waren nog minstens 700 blanke gijzelaars in het gebied van de Republiek, en ongeveer 10.000 andere elementen. Deze mensen worden door de Republiek onder de vuilste omstandigheden vastgehouden en ik wens naar voren te brengen dat het houden van gijzelaars iets onbestaanbaars is voor een beschaafde regering."
Na de oorlog, op 4 juli 1950, werd hij benoemd tot Minister van Staat. In 1954 was hij voorzitter van de Algemene Vergadering van de Verenigde Naties.
In 1967 verhuisde Van Kleffens naar Colares in Portugal, waar hij in 1983 overleed.